# Метью Макконагі
Ме́тью Де́від Макко́нагі (Макконахі; англ. Matthew David McConaughey, US: [məˈkɒnəheɪ]; нар. 4 листопада 1969, Ювалді) — американський актор, сценарист, режисер і продюсер. Спочатку зарекомендував себе як актор, в основному, комедійного амплуа. Після серії невеликих ролей на початку 1990-х і першої великої ролі в «Під кайфом та збентежені» він зіграв в таких фільмах, як «Час вбивати», «Контакт», «U-571», «Сахара», «Влада вогню» і «Ми — одна команда». Крім того, йому належать головні чоловічі ролі в ряді романтичних комедій, включаючи «Весільний переполох», «Як позбутися хлопця за 10 днів», «Кохання та інші неприємності», «Золото дурнів» та «Привиди колишніх подружок». У другому десятилітті XXI століття Макконагі перейшов до великих драматичних ролей, отримавши ряд нагород і теплих відгуків від кінопреси за картини «Адвокат на лінкольні», «Мад», «Кілер Джо», «Супер Майк», «Інтерстеллар».
За роль у драмі «Далласький клуб покупців» (2013) був відзначений безліччю нагород, у тому числі «Золотого глобуса», премії Гільдії кіноакторів США і першого в кар'єрі «Оскара».

## Біографія
Метью Макконагі народився 4 листопада 1969 року в Техасі й був молодшим сином у родині. Виріс в місті Лонгв'ю. Закінчив школу в 1988 році й вступив до Університету Техасу в Остіні з явним наміром стати адвокатом. Перед одним зі своїх останніх іспитів, він був натхненний книгою Ога Мандіно «Найкращий продавець у світі» і твердо вирішив поміняти спеціалізацію з юриспруденції на кінематограф. Перша відома роль прийшла до нього в 1995 році, коли він знявся разом з Дрю Беррімор в драмі Герберта Росса Хлопці побоку.

## Особисте життя
Одружений з бразильською моделлю Камілою Алвес. У них троє дітей: сини — Леві й Лівінгстон та дочка — Віда.
У серпні 2019 року Метью Макконагі став одним зі співвласників футбольного клубу «Остін», який почне виступати в Головній лізі футболу (MLS) з 2021 року, коли також відкриється і стадіон «Остіна» на 20,5 тисячі глядачів. Разом з актором частку у франшизі придбав американський бізнесмен Браян Шеффілд.

## Політичні амбіції
У листопаді 2020 року в інтерв'ю Г'ю Г'юїтту (WBRC) Макконагі на запитання про можливу політичну кар'єру заявив, що наразі політика здається йому «безнадійною справою», проте рішення балотуватися, наприклад на посаду губернатора Техасу, залежить не від нього, а від думки жителів штату. Під час подкасту The Balanced Voice 10 березня 2021 року актор заявив, що «серйозно подумає» про висування своєї кандидатури на чергових виборах губернатора, запланованих у 2022 році. Макконагі, який народився в Техасі, під час розмови розповів про себе як про батька та викладача Техаського університету. Натомість 29 листопада він повідомив, що передумав йти в політику: за словами актора, наразі він обирає шлях інвестування, а не політичне лідерство.

## Фільмографія
| Рік       |     | Українська назва                                 | Оригінальна назва                              | Роль                                                |
| --------- | --- | ------------------------------------------------ | ---------------------------------------------- | --------------------------------------------------- |
| 1993      | ф   | Хлопець з того світу                             | My Boyfriend's Back                            | хлопець у кіно                                      |
| 1993      | ф   | Під кайфом та збентежені                         | Dazed and Confused                             | Девід Вудерсон                                      |
| 1994      | ф   | Янголи на краю поля                              | Angels in the Outfield                         | Бен Вільямс                                         |
| 1994      | ф   | Техаська різанина бензопилою: Наступне покоління | Texas Chainsaw Massacre: The Next Generation   | Вілмер                                              |
| 1995      | ф   | Хлопці побоку                                    | Boys on the Side                               | Ейб Лінкольн                                        |
| 1995      | ф   | Блиск слави                                      | Glory Daze                                     | орендатор вантажівок                                |
| 1995      | ф   | Весна Скорпіона                                  | Scorpion Spring                                | Ель Рохо                                            |
| 1996      | ф   | Зірка шерифа                                     | Lone Star                                      | Бадді Дід                                           |
| 1996      | ф   | Час вбивати                                      | A Time to Kill                                 | Джейк Брігенс                                       |
| 1996      | ф   | Більше ніж життя                                 | Larger than Life                               | Тіп Такер                                           |
| 1997      | ф   | Контакт                                          | Contact                                        | Палмер Джосс                                        |
| 1997      | ф   | Амістад                                          | Amistad                                        | Роджер Шерман Болдуін                               |
| 1998      | кф  | Приготування бутербродів                         | Making Sandwiches                              | Бад Хогі                                            |
| 1998      | ф   | Брати Ньютони                                    | The Newton Boys                                | Вілліс Ньютон                                       |
| 1999      | ф   | Ед з телевізора                                  | EDtv                                           | Ед Пекурні                                          |
| 2000      | ф   | U-571                                            | U-571                                          | Ендрю Тайлер                                        |
| 2000      | с   | Секс і місто                                     | Sex and the City                               | у ролі самого себе (Епізод: "Escape from New York") |
| 2001      | ф   | Весільний переполох                              | The Wedding Planner                            | Стівен Джеймс / Едді Едісон                         |
| 2001      | ф   | Порок                                            | Frailty                                        | Адам Мейкс                                          |
| 2002      | ф   | Тринадцять бесід про одне                        | Thirteen Conversations About One Thing         | Трой                                                |
| 2002      | ф   | Влада вогню                                      | Reign of Fire                                  | Зан Ван Дентон                                      |
| 2003      | ф   | Як позбутися хлопця за 10 днів                   | How to Lose a Guy in 10 Days                   | Бенджамін Баррі                                     |
| 2003      | ф   | Маленькі пальчики                                | Tiptoes                                        | Стівен                                              |
| 2005      | ф   | Сахара                                           | Sahara                                         | Дірк Пітт                                           |
| 2005      | док | Мандрівка до Місяця                              | Magnificent Desolation: Walking on the Moon 3D | Алан Бін                                            |
| 2005      | ф   | Гроші на двох                                    | Two for the Money                              | Брендон Ленг                                        |
| 2006      | ф   | Кохання та інші неприємності                     | Failure to Launch                              | Тріпп                                               |
| 2006      | ф   | Ми — одна команда                                | We Are Marshall                                | головний тренер Джек Ленджіел                       |
| 2008      | ф   | Золото дурнів                                    | Fool's Gold                                    | Бен 'Фінн' Фіннеган                                 |
| 2008      | ф   | Грім у тропіках                                  | Tropic Thunder                                 | Рік Пек                                             |
| 2008      | ф   | Серфер                                           | Surfer, Dude                                   | Стів Еддінгтон                                      |
| 2009      | ф   | Привиди колишніх подружок                        | Ghosts of Girlfriends Past                     | Коннор Мід                                          |
| 2010—2012 | с   |                                                  | Eastbound & Down                               | Рой МакДеніел (3 епізоди)                           |
| 2011      | ф   | Адвокат на лінкольні                             | The Lincoln Lawyer                             | Міккі Геллер                                        |
| 2011      | ф   | Берні                                            | Bernie                                         | Денні Бак Девідсон                                  |
| 2011      | ф   | Кілер Джо                                        | Killer Joe                                     | Джо Купер                                           |
| 2012      | ф   | Мад                                              | Mud                                            | Мад                                                 |
| 2012      | ф   | Супер Майк                                       | Magic Mike                                     | Даллас                                              |
| 2012      | ф   | Газетяр                                          | The Paperboy                                   | Уорд Дженсен                                        |
| 2013      | ф   | Далласький клуб покупців                         | Dallas Buyers Club                             | Рон Вудруф                                          |
| 2013      | ф   | Вовк з Уолл-стріт                                | The Wolf of Wall Street                        | Марк Ганна                                          |
| 2014      | ф   | Інтерстеллар                                     | Interstellar                                   | Купер                                               |
| 2014      | с   | Справжній детектив                               | True Detective                                 | Раст Коул (8 епізодів)                              |
| 2015      | ф   | Море дерев                                       | Sea of Trees                                   | Артур Бренан                                        |
| 2016      | ф   | Вільний штат Джонса                              | Free State of Jones                            | Ньютон Найт                                         |
| 2016      | мф  | Кубо і легенда самурая                           | Kubo and the Two Strings                       | Жук (озвучення)                                     |
| 2016      | мф  | Співай                                           | Sing                                           | Бастер Мун (озвучення)                              |
| 2016      | ф   | Золото                                           | Gold                                           | Кенні Вельс                                         |
| 2017      | ф   | Темна Вежа                                       | The Dark Tower                                 | Волтер                                              |
| 2018      | ф   | Білий хлопець Рік                                | White Boy Rick                                 | Річард Верш сер.                                    |
| 2019      | ф   | Море спокуси                                     | Serenity                                       | Бейкер Ділл                                         |
| 2019      | ф   | Пустопляс                                        | The Beach Bum                                  | Moondog                                             |
| 2019      | ф   | Джентльмени                                      | The Gentlemen                                  | Міккі Пірсон                                        |
| 2021      | мф  | Співай 2                                         | Sing 2                                         | Бастер Мун (озвучення)                              |
| 2023      | мс  | Агент Елвіс                                      | Agent Elvis                                    | Елвіс Преслі                                        |
| 2024      | ф   | Дедпул і Росомаха                                | Deadpool & Wolverine                           | Дедпул-ковбой                                       |

## Цікаві факти
- Подорожував по Сполучених Штатах Америки протягом місяця у власному трейлері Airsteam під час рекламної кампанії фільму Сахара (2005).
- Журнал People у 2005 році визнав його найсексуальнішим чоловіком зі всіх, що нині живуть.
- Був одним з претендентів на роль Фредді Крюгера в рімейку 2010 року[13]. Однак, з невідомих причин, кандидатура Макконагі була відкинута і роль головного лиходія з вулиці В'язів дісталася Джекі Гейлі.